# José Micheli Márquez

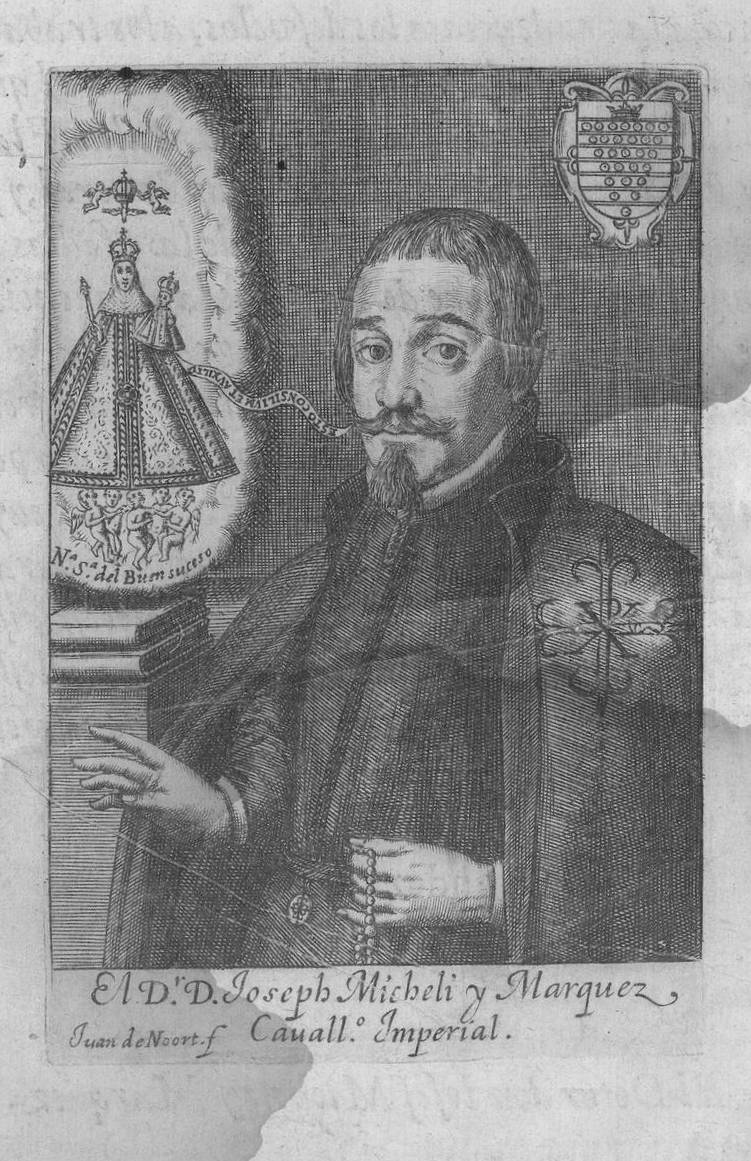
Retrato de José Micheli y Márquez, caballero imperial. Grabado calcográfico de Juan de Noort para El fénix católico don Pelayo el Restaurador, en Madrid, por Juan Sánchez, 1648.

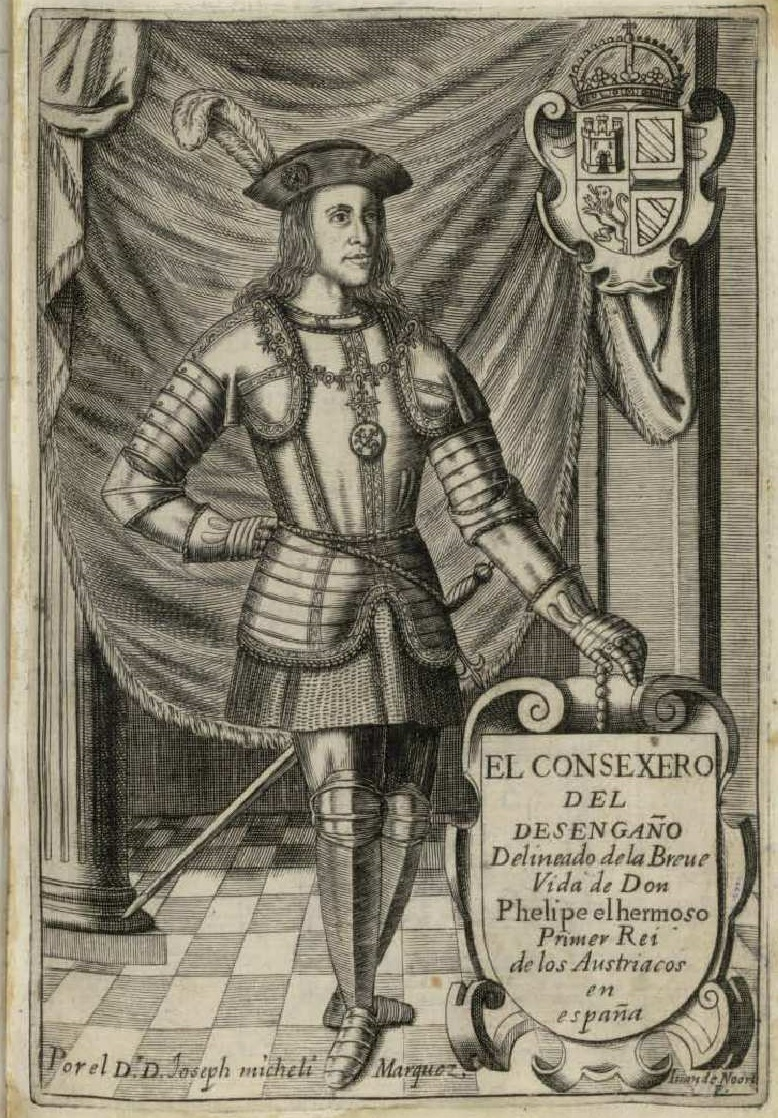
Felipe el Hermoso, grabado al buril de Juan de Noort para El consejero del desengaño. Biblioteca Nacional de España, Mss/1253.

José Micheli Márquez, sacerdote e historiador natural de Sicilia, debió de establecerse en Madrid hacia 1626, cuando rondaría los veinte años según se desprende de lo que él mismo declara en alguna de sus obras. En su abundante producción, que en parte quedó sin publicar, utilizó los títulos de doctor, barón de San Demetrio, caballero imperial, vicecanciller de la Orden Constantiniana de San Jorge y rector del Real Hospital de la Inclusa.
Sin desdeñar las cuestiones políticas y morales, que trató en obras como Imperio de Satanás abatido por la triunfante riqueza, es decir, la limosna (Madrid, 1643) y Riqueza triunfante para salvar a cada uno (Madrid, 1653), los motivos más directamente relacionados con las cuestiones religiosas sobre modelos tomados de la Biblia (Declamaciones penitenciales, Madrid, 1650) y las historias generales de las órdenes militares, con algo de legendario en su tratamiento (Tesoro militar de caualleria: antiguo y moderno: modo de armar caualleros y professar, según las ceremonias de qualquier orden militar, Madrid, 1642), el grueso de su producción lo dedicó a la biografía político-moral entendida como espejo de príncipes, con una evidente intencionalidad didáctica que se pone de manifiesto en el mismo título de algunas de ellas, como El Cristal mas pvro representando imágenes de divina y humana política para exemplo de Príncipes, labrado de las acciones heroicas de Doña Isabel de Borbón, Reyna de España (Zaragoza, 1644), o El consejero del desengaño; delineado en la breve vida de Felipe el Hermoso, primer Rey de los Austriacos en España, obra que quedó sin publicar de la que se conservan dos ejemplares manuscritos en la Biblioteca Nacional de España.
Esta biografía de Felipe el Hermoso debía de constituir, además, en la intención del autor, el primer capítulo de unos anales de la casa de Austria que no llegó a completar al faltarle probablemente el apoyo al que aspiraba de Felipe IV, a quien iba dedicado el manuscrito. La parte del trabajo que llegó a realizar, conservada en manuscrito en la Real Academia de la Historia (colección Salazar y Castro) con el título Trono Real Gótico Castellano y Austriaco en España, debía encontrarse, sin embargo, en fase muy avanzada por cuanto Juan de Noort había abierto ya algunos de los grabados que iban a servir para ilustrar la obra, con las efigies de Felipe I y Felipe IV insertas en estampa en los manuscritos. El de la Academia de la Historia incluye además los dibujos previos de buena parte de los reyes restantes que quedaron sin grabar, dibujos de muy mediocre calidad.